# Patricio Hacbang Alo
Mons. Patricio Hacbang Alo (2. prosince 1939, Cebu City – 13. dubna 2021, tamtéž) byl filipínský katolický duchovní a biskup Mati.

## Životopis
Narodil se 2. prosince 1939 v Cebu City. Roku 1952 vstoupil do Semináře minor San Carlos v Cebu city, kde byl do roku 1957. Poté přestoupil do Centrálního semináře Univerzity Svatého Tomáše v Manile, kde roku 1961 dostal licentiát z filosofie. Roku 1961 odešel do Říma studovat na Papežské univerzitě sv. Tomáše Akvinského, kde dostal doktorát z teologie, zde strávil 3 roky. Na kněze byl vysvěcen 14. března 1964. Dne 15. června 1969 se stal papežským komořím. V letech 1971–1981 působil jako kancléř arcidiecéze Cebu. Dne 19. ledna 1976 byl jmenován čestným prelátem. Dále působil jako farní kněz farnosti Svaté Terezie v Cebu, farní kněz ve farnosti Kapitol.
Dne 14. dubna 1981 ho papež Jan Pavel II. jmenoval pomocným biskupem arcidiecéze Davao a titulárním biskupem Thibiuckým. Biskupské svěcení přijal 7. června téhož roku, z rukou Julia Rosalese y Rase a spolusvětiteli byli Manuel S. Salvador a Pedro Rosales Dean. Službu pomocného biskupa vykonával do 9. listopadu 1984, kdy byl ustanoven biskupem diecéze Mati.
Dne 19. října 2014 přijal papež František jeho rezignaci.